# Konstantin Sokolenko
Konstantin Iwanowitsch Sokolenko (russisch Константин Иванович Соколенко; * 9. November 1987 in Alma-Ata) ist ein kasachischer Wintersportler, der seine internationale Karriere als Nordischer Kombinierer begann und heute als Skispringer aktiv ist.

## Werdegang

### Nordische Kombination
In der Saison 2005/06 gewann Sokolenko, der seit 1995 Skisport betreibt, den Kasachischen Meistertitel in der Nordischen Kombination. Sein internationales Debüt gab er im Januar 2006 mit dem Start bei den Nordischen Junioren-Skiweltmeisterschaften 2006 in Kranj. Im Einzelwettbewerb erreichte er den 51. Platz, im Sprint landete er auf Rang 55.
Im August 2006 gab Sokolenko sein Debüt im Sommer-Grand-Prix und gewann als 28. in Kandersteg seine ersten Punkte. Da es jedoch in der Folge die einzigen Punkte waren, beendete er den Sommer-Grand-Prix 2006 nur auf Rang 13 der Gesamtwertung. In der Saison 2006/07 startete er erst zur Nordischen Skiweltmeisterschaft 2007 in Sapporo wieder auf internationaler Ebene. Nach dem enttäuschenden 42. Platz im Sprint, erreichte er mit der Mannschaft beim Teamwettbewerb Rang zehn. Im Gundersen Einzel von der Normalschanze belegte er den 48. Platz. Im Sprint war Sokolenko dabei so schwer gestürzt, dass er sich für einige Zeit aus dem internationalen Wettbewerb zurückziehen musste.
Nachdem er die folgenden zwei Jahre nicht international an den Start gegangen war, begann er im Januar im Continental Cup der Nordischen Kombination. Nach einigen erfolglosen Versuchen sich in der B-Serie erfolgreich zu etablieren, gelang Sokolenko in Kranj schließlich der erste Gewinn von Continental-Cup-Punkten. Auch in Titisee-Neustadt und Hinterzarten war er erfolgreich. Daraufhin wurde er als Mitglied des A-Kaders für die Teilnahme beim Weltcup der Nordischen Kombination in Klingenthal am 14. Februar 2009 nominiert. An den Start ging er jedoch in beiden Wettbewerben nicht. Bei der Nordischen Skiweltmeisterschaft 2009 in Liberec verpasste er erneut den Sprung auf vordere Platzierungen und landete in allen drei Einzelwettbewerben jenseits Rang 50.
Zum Ende der Saison 2008/09 gelang Sokolenko in Rovaniemi noch einmal ein Punkteergebnis, woraufhin er im Sommer 2009 wieder beim Sommer-Grand-Prix an den Start ging. Jedoch verpasste er dabei in Hinterzarten wie auch im Val di Fiemme die Punkteränge. Zur Saison 2009/10 begann er im Dezember im Continental Cup in Park City. Obwohl er dabei ohne Erfolg blieb, gab er am 2. Januar 2010 in Oberhof sein Debüt im Weltcup. Als 51. verpasste er die Punkteränge deutlich. Beim zweiten Wettbewerb am folgenden Tag schied er aus. Zurück im Continental Cup gelangen ihm in Bischofshofen erneut zwei Punkteränge. Daraufhin bekam er in Seefeld in Tirol erneut im Weltcup. Nachdem er im ersten Wettbewerb ausschied, landete er im zweiten Rennen auf Platz 42. Nachdem er in der Folge auch im Continental Cup auch weiterhin keine vorderen Ränge belegen konnte, zog er sich aus der Nationalmannschaft zurück und wechselte zum Saisonende zu den Spezialspringern.
Im Februar 2012 wurde er noch einmal für zwei Weltcups in seiner Heimatstadt Almaty nominiert, ging dabei jedoch nicht an den Start.

### Skispringen
Sein Debüt als Spezialspringer gab er im August 2010 im FIS-Cup in Örnsköldsvik. Bereits in seinem ersten Springen landete der von Dionis Vodnev trainierte Sokolenko als Vierter nur knapp hinter den Podestplätzen. Nachdem er im zweiten Springen Rang 12 erreicht hatte, wechselte er in den B-Kader. Im Skisprung-Continental-Cup konnte er ebenfalls in seinem ersten Wettbewerb in Almaty als 13. in die Punkteränge springen. Zu Beginn der Saison 2010/11 gab er am 27. November 2010 als Mitglied der A-Nationalmannschaft beim Teamwettbewerb in Kuusamo sein Debüt im Skisprung-Weltcup. Beim folgenden Einzelweltcup wurde er disqualifiziert. In Lillehammer und Harrachov verpasste er deutlich die Qualifikation. Zurück im Continental Cup versuchte er sich in Engelberg auch vergebens und sprang nur auf die Plätze 69 und 78.
Bei den Winter-Asienspielen 2011 in Almaty erreichte Sokolenko den neunten Rang von der Normalschanze und von der Großschanze.
Im Januar 2011 startete Sokolenko zur Qualifikation für den Skiflug-Weltcup in Harrachov, verpasste aber den Wertungsdurchgang als 41. nur knapp. Im folgenden Februar startete er für einige Springen erneut im FIS-Cup, bevor er wieder zurück in den Continental Cup wechselte. Jedoch blieb er auch dort bis in den Sommer ohne Punkterfolge. Auch beim Skisprung-Grand-Prix 2011 verpasste er in Hinterzarten die Qualifikation im Einzel und nahm nur mit der Mannschaft am Teamspringen teil. Dabei erreichte er mit seinen Teamkollegen den 10. Platz. Auch in Almaty verpasste er als 38 die Punkteränge.
Ab Dezember 2011 gehörte Sokolenko wieder zum C-Kader im FIS-Cup. Trotz ausbleibender Erfolge kam er im Februar 2012 zurück in den B-Kader und startete erneut im Continental Cup. Jedoch konnte er auch dort in den folgenden Monaten keinerlei Punkte gewinnen. Seine besten Platzierungen erreichte er in Tschaikowski mit zwei 34. Plätzen. Bei der Nordischen Skiweltmeisterschaft 2013 im Val di Fiemme verpasste er in den beiden Einzelspringen die Qualifikation. Mit der Mannschaft erreichte er beim Teamspringen Rang 12. Beim folgenden Continental Cup in Nischni Tagil scheiterte er erneut nur knapp an den Punkterängen.
Auch in der Saison 2013/14 geht Sokolenko trotz weiterhin ausbleibender Punktegewinne wieder im Continental Cup an den Start. Er gehört jedoch bei entsprechenden Startmöglichkeiten auch zum erweiterten A-Kader im Weltcup.
Seinen größten internationalen Erfolg erreichte er bei den Winter-Asienspielen 2017 im japanischen Sapporo, als er mit der kasachischen Mannschaft die Silbermedaille hinter Japan erreichte.

## Erfolge

### Weltcup-Statistik Nordische Kombination
Die Tabelle zeigt die erreichten Platzierungen im Einzelnen.
- Platz 1.–3.: Anzahl der Podiumsplatzierungen
- Top 10: Anzahl der Platzierungen unter den ersten zehn
- Punkteränge: Anzahl der Platzierungen innerhalb der Punkteränge
- Starts: Anzahl gelaufener Rennen in der jeweiligen Disziplin

| Platzierung                                       | Einzel a | Sprint | Massenstart | Team   | Team    | Gesamt |
| Platzierung                                       | Einzel a | Sprint | Massenstart | Sprint | Staffel | Gesamt |
| ------------------------------------------------- | -------- | ------ | ----------- | ------ | ------- | ------ |
| 1. Platz                                          |          |        |             |        |         |        |
| 2. Platz                                          |          |        |             |        |         |        |
| 3. Platz                                          |          |        |             |        |         |        |
| Top 10                                            |          |        |             |        |         |        |
| Punkteränge                                       |          |        |             |        |         |        |
| Starts                                            | 4        |        |             |        |         | 4      |
| Stand: Ende Saison 2011/12 (Ende als Kombinierer) |          |        |             |        |         |        |

### Grand-Prix-Platzierungen
| Saison | Platz | Punkte |
| ------ | ----- | ------ |
| 2014   | 60.   | 019    |